# Episodi di John from Cincinnati
La prima e unica stagione della serie televisiva John from Cincinnati, composta da 10 episodi, è andata in onda negli Stati Uniti sul canale via cavo HBO dal 10 giugno al 12 agosto 2007.
In Italia è inedita.
| nº | Titolo originale             | Titolo italiano | Prima TV USA   | Prima TV Italia |
| -- | ---------------------------- | --------------- | -------------- | --------------- |
| 1  | His Visit, Day One           |                 | 10 giugno 2007 |                 |
| 2  | His Visit, Day Two           |                 | 17 giugno 2007 |                 |
| 3  | His Visit, Day Two Continued |                 | 24 giugno 2007 |                 |
| 4  | His Visit, Day Three         |                 | 1º luglio 2007 |                 |
| 5  | His Visit, Day Four          |                 | 8 luglio 2007  |                 |
| 6  | His Visit, Day Five          |                 | 15 luglio 2007 |                 |
| 7  | His Visit, Day Six           |                 | 22 luglio 2007 |                 |
| 8  | His Visit, Day Seven         |                 | 29 luglio 2007 |                 |
| 9  | His Visit, Day Eight         |                 | 5 agosto 2007  |                 |
| 10 | His Visit, Day Nine          |                 | 12 agosto 2007 |                 |